# خواجة لر وسطي
خواجة لر وسطي (بالفارسية: خواجه‌لر وسطی) هي مستوطنة تقع في Charuymaq-e Jonubesharqi Rural District في إيران. يقدر عدد سكانها بـ 115 نسمة .